# Monastero di Vasco
Monastero di Vasco är en kommun i provinsen Cuneo i regionen Piemonte i Italien. Kommunen hade 1 291 invånare (2018).